# Ernst von Reden

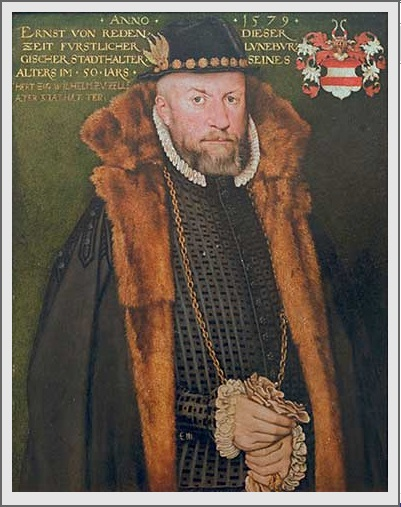
Ernst von Reden, Gemälde von Ludger tom Ring dem Jüngeren, 1579

Ernst von Reden (* um 1529; † 29. März 1589 in Hameln) war von 1572 bis 1579 Statthalter des Fürstentums Lüneburg.

## Herkunft und Familie
Die Familie von Reden lebte ursprünglich auf der um 1255 erbauten Burg Reden bei Pattensen nordwestlich von Hildesheim. Ernsts Eltern waren Hans von Reden und Mette von Schwicheldt. Seine Schwester Anna heiratete Ludolf Klencke (von Hämelschenburg), seine Schwester Lucia den Obristen Hilmar von Münchhausen. Die anderen Geschwister überlebten die Kindheit nicht.

## Leben und Wirken

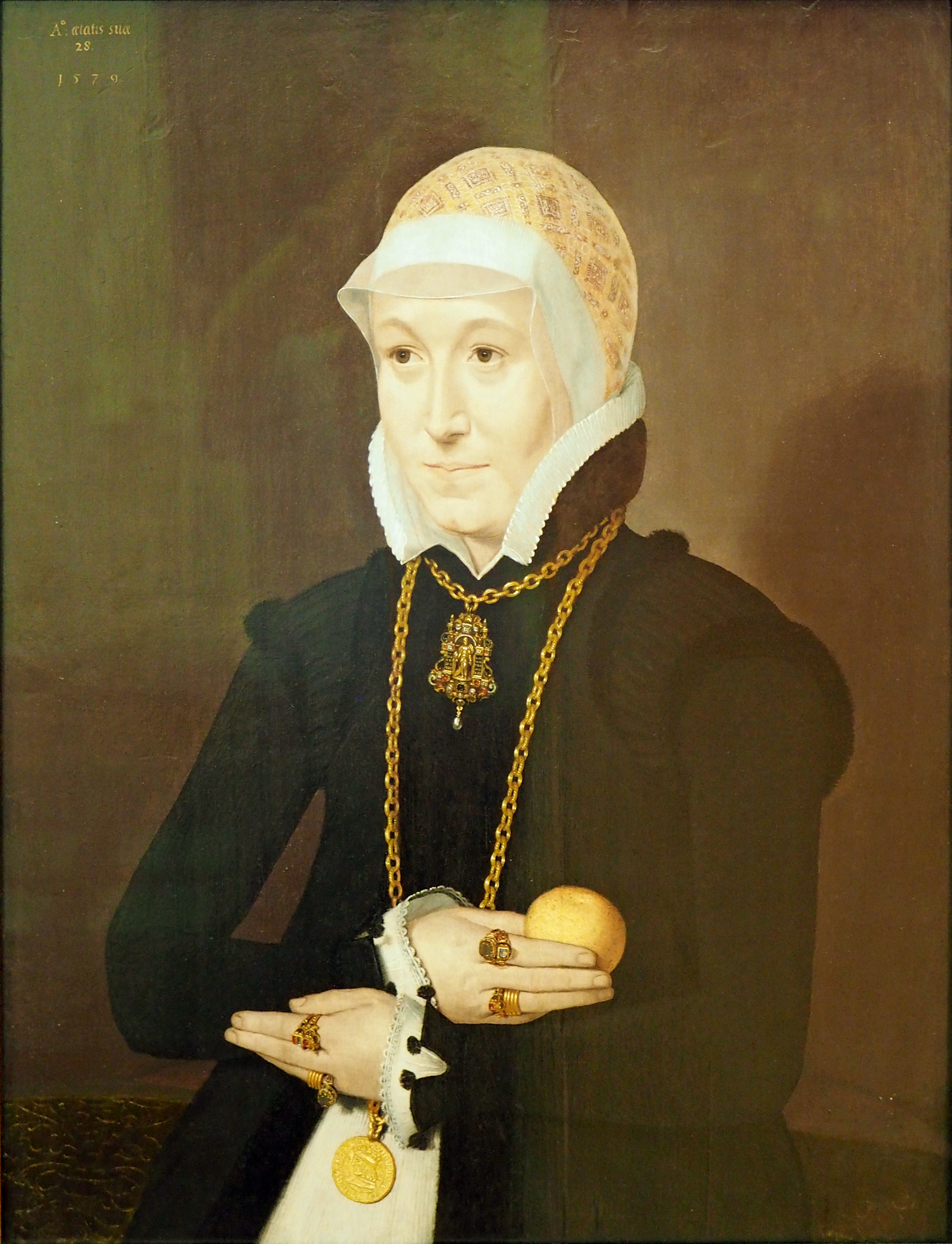
Seine zweite Frau Armgard, geb. Rottorp -Gemälde von Ludger tom Ring d. J. (1579)

In jungen Jahren war er ein begeisterter Anhänger Luthers, später ein Fürsprecher des Reformators Anton Corvinus, der 1549 auf der Burg Calenberg gefangengehaltenen wurde. Ernst trat als Drost in Burgdorf in die Dienste des Herzogs Heinrich d. J. von Braunschweig-Lüneburg.
1568/70 erwarb er von Braun von Eddingerode von dessen freiem Hof in Hameln für 30 rheinische Goldgulden ein Stück Land, das er mit einer Mauer umfrieden durfte, den sogenannten „Roten Hof“, den heutigen Redenhof. 
Im Herbst 1572 wurde er von Wilhelm dem Jüngeren zum Statthalter des Fürstentums Lüneburg berufen.
Als seine Schwiegereltern, die Rottorps, 1576 im Mannesstamm ausstarben, wollte er seiner Frau das Erbe von Hülsede gegen die Lehnschaftsansprüche des Grafen von Schaumburg sichern. Als aber Graf Adolf von Schaumburg daraufhin mit 400 Schützen vor Hülsede anrückte, konnte er sich gegen die Übermacht nicht durchsetzen. Der Schaumburger Landesherr gab den Besitz dann 1584 an Hermann von Mengersen zu Lehen.
1578 erwarb er noch einen Hof in Göttingen.
1579 kehrte er nach Hameln zurück. Nach längerer Krankheit starb er dort und wurde in der Münsterkirche beigesetzt.

## Ehen und Kinder
- Am 12. Mai 1555 heiratete er Agnes von der Malsburg. Sie starb am 13. April 1565 bei der Geburt des dritten Kindes.
- Am 22. Januar 1566 heiratete er auf Schloss Hülsede Armgard von Rottorp (1550–1605), Tochter des Claus von Rottorp und der Armgard von dem Bussche. Mit ihr hatte er 16 weitere Kinder.

Von seinen 19 Kindern setzte nur Henning, der 1639 das nahegelegene Rittergut Hastenbeck erwarb, den Stamm fort. Dessen zwei Söhne Hennings begründeten die beiden heutigen Linien des Adelsgeschlechts Reden.